# Antoine de Laloubère

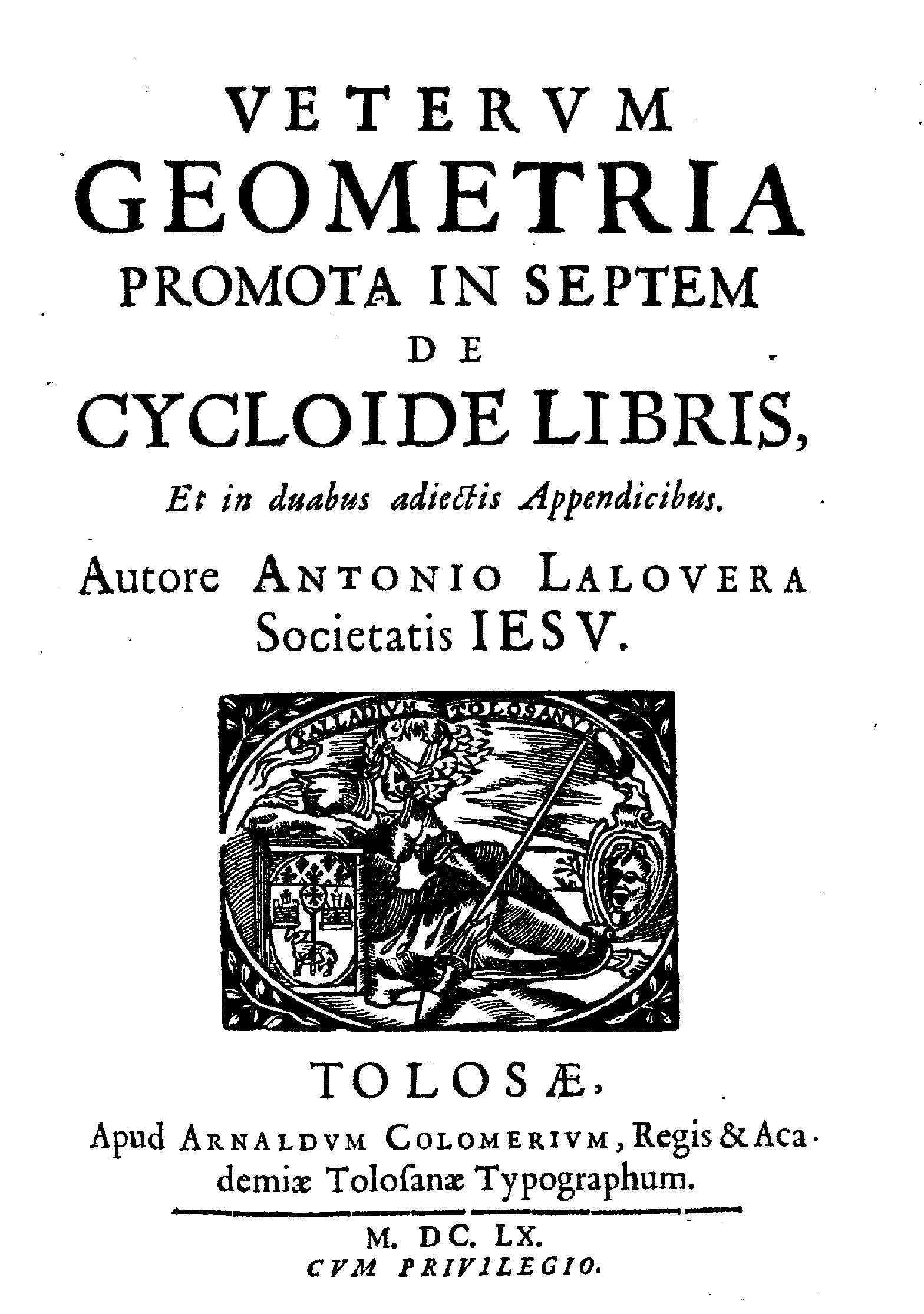
Laloubère, Veterum geometria promotem in septem de cycloide, 1660

Antoine de Laloubère, auch Lalouvère, latinisiert Antonius Lalobera bzw. Antonius Lalovera, La Loubère, (* 24. August 1600 in Rieux, Haute Garonne; † 2. September 1664 in Toulouse) war ein französischer Mathematiker und Jesuit.

## Leben und Werk
Laloubère stammte aus adliger Familie (sie hatten ein Schloss nahe Rieux) und trat am 9. Juli 1620 in Toulouse den Jesuiten bei. 1631 oder 1632 wurde er ordiniert. Er lehrte Mathematik, Rhetorik, Theologie, humanistische Wissenschaften und Hebräisch am Jesuitenkolleg in Toulouse.
Laloubère gehörte zu den Vorläufern der Infinitesimalrechnung, war insgesamt aber eher konservativ in seiner mathematischen Gelehrsamkeit, kannte sich aber gut mit der aristotelisch-scholastischen Tradition sowie den antiken Griechen und ihrer Literatur aus. Er wandte die guldinschen Regeln auf die Bestimmung von Schwerpunkten und Berechnung von Volumina an (Quadratura Circuli et Hyperbolae Segmentorum, 1651). Dabei folgte er im Wesentlichen den Methoden von Archimedes. Er fand eine Inversion der guldinischen Regeln (das heißt er bestimmte die Querschnitte eines Rotationskörpers aus dem Volumen und dem Weg des Schwerpunkts). Er war der Erste, der die Eigenschaften der Helix mathematisch untersuchte.
In fortgeschrittenem Alter – er hatte sich inzwischen der Theologie zugewandt – erwachte sein Interesse für Mathematik erneut durch eine Preisaufgabe von Blaise Pascal von 1658 über das Volumen und Schwerpunkte von aus Zykloiden gebildeten Körpern. Pascal schickte ihm auf Nachfrage das Problem und Laloubère schickte ihm daraufhin zehn Tage später eine Lösung. Pascal akzeptierte allerdings die Lösung von Loubère nicht. Dieser korrigierte daraufhin einen Fehler, es war aber ein weiterer Fehler im Beweis, den er nicht fand. Schließlich kam es zu einer öffentlichen Kontroverse, als ihn Pascal (unbegründet) in seiner Histoire de la roulette vorwarf, die Lösung von Gilles de Roberval plagiiert zu haben. Pierre de Fermat zog es dabei vor neutral zu bleiben und sich rauszuhalten. Schließlich wurde der Preis niemandem verliehen (John Wallis hatte auch eine Lösung eingeschickt, die aber auch unvollständig war). 1660 veröffentlichte Laloubère ein Buch über Zykloiden. Er befasste sich danach auch mit Astronomie, dem freien Fall und Fehlern von Pierre Gassendi in dessen Propositiones geometricae sex (1658).
Er war auf freundschaftlichem Fuß mit Pierre de Fermat und korrespondierte mit diesem. Außerdem hatte er Kontakte zu John Wallis in England und korrespondierte außer mit Pascal (nicht alle Briefe sind erhalten) unter anderem mit Denis Pétau.
Der Mathematiker Simon de La Loubère war sein Neffe.

## Schriften
- Quadratura Circuli et Hyperbolae Segmentorum, Toulouse 1651[2]
- De Cycloide Galilei et Torricelli propositions viginti, Toulouse, 1658
- Responsio ad duplicem quaestionem moralem, Toulouse, 1658
- Propositiones geometricae sex, Toulouse 1658
- Proposition 36a excerpta ex quarto libro de cycloide nondum edito, Toulouse 1659
- Veterum Geometrica promota in septem de Cycloide Libris et in duobus adjectis Apprendicibus, Toulouse, 1660 (mit Anhang von Fermat De linearum curvarum..)

Einige Werke sind verloren.